# Cainkar
Pogostost priimka Cainkar je bila po podatkih Statističnega urada Republike Slovenije na dan 1. januarja 2010 manjša kot 5 oseb. 

## Znani nosilci priimka
- Vincent Cainkar (1879—1948), društveni delavec v ZDA